# 阿耳戈斯 (百眼巨人)

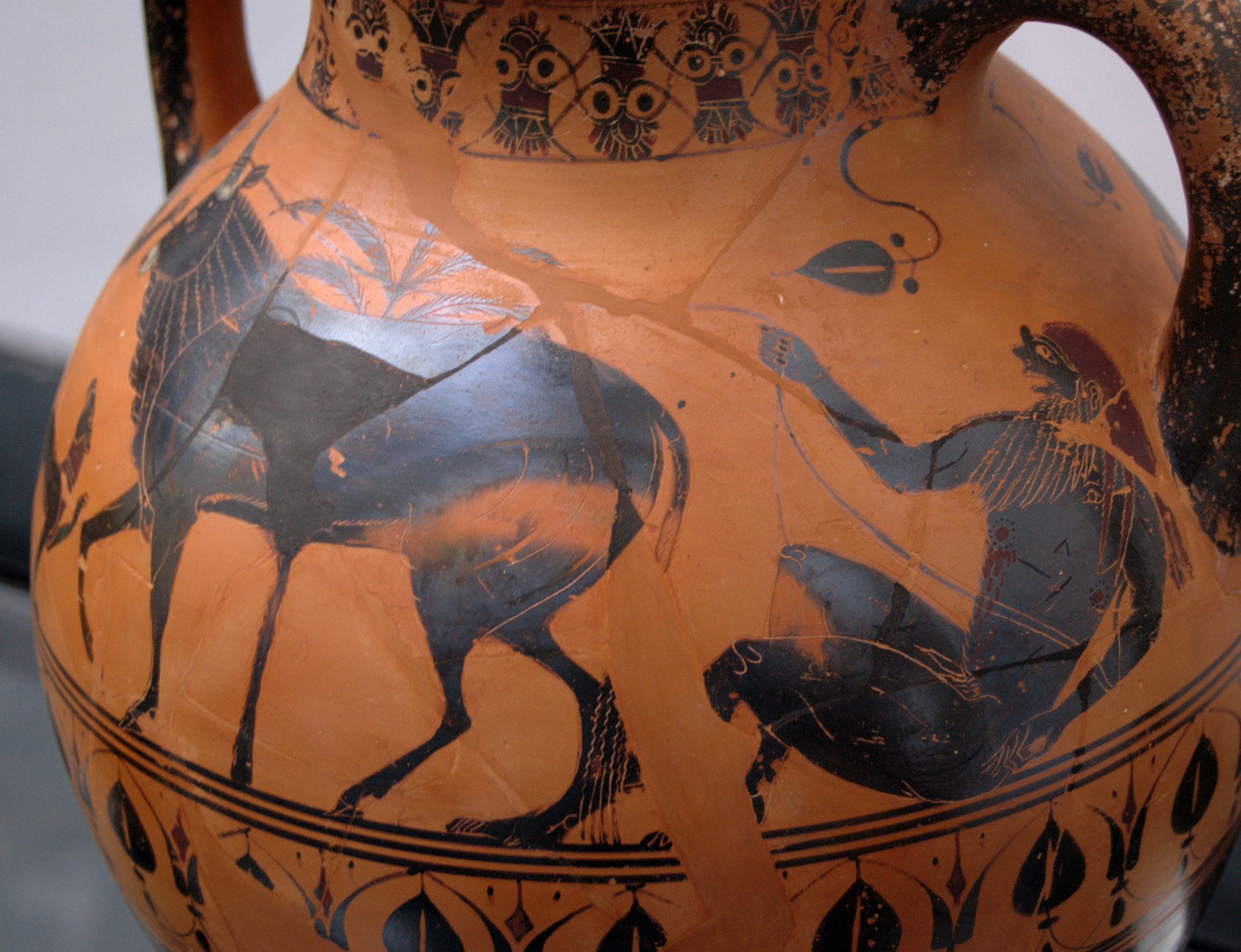
瓶画：变成牛的伊俄和阿爾戈斯（居右者）

阿爾戈斯（古希腊语：Ἄργος，來自於形容詞ἀργός“閃亮的”），希腊神话中的百眼巨人。
关于阿爾戈斯的谱系，说法不一。一些文献说他是阿瑞斯托耳的儿子（因此得到别名阿瑞斯托里得斯），另一些则说他是阿格諾的儿子。还有说法认为他是伊那科斯的儿子。阿爾戈斯有一百只眼睛，即使睡觉时也总有一些还睁着，因此得到别名“潘诺普忒斯”（Πανόπτης，“总在看着的”）。
阿爾戈斯有一百只眼睛的说法，可能是在较晚的时期才出现的。在一份古老的诗歌《埃癸米俄斯》（一说其作者为赫西俄德）的残篇中，只提到阿爾戈斯有四只眼睛，但由于赫拉的祝福，他可以永不闭眼。后来才被附会为有多达一百只眼睛，睡觉时不用全闭上。
阿爾戈斯杀过几个著名的怪物。伪阿波罗多洛斯说，阿爾戈斯杀死了危害阿爾卡狄亚地区的公牛，并剥下它的皮当衣服。阿爾戈斯还杀死过偷盗畜群的萨堤洛斯。他最大的功绩则是趁女妖厄喀德那睡觉时杀死了她。
赫拉利用阿爾戈斯在睡觉时不用闭上所有眼睛的特点，将被变成母牛的宙斯的情人伊俄交给他看管。阿爾戈斯把母牛拴在迈锡尼圣林里的一棵橄榄树上，小心地看守着。由于他有许多眼睛，在睡觉时也可以让其中一些睁着，所以母牛无法逃跑。后来赫耳墨斯受宙斯之命，用巧计杀死阿爾戈斯，释放了伊俄。一说赫耳墨斯化装成一个牧人，用优美的笛声（或歌声）诱使阿爾戈斯闭上所有眼睛，再将他杀死。也有说法认为赫耳墨斯只是凭暴力取胜，他从远处用石块把阿爾戈斯砸死。赫耳墨斯因此功绩而得到别名：“阿古革丰特斯”（Ἀργειφόντης，意为“杀死阿爾戈斯的”）。
据奥维德说，赫拉为了表彰阿爾戈斯的忠实，将他的百只眼睛安在了孔雀的尾巴上，遂使孔雀的尾巴有了眼状的图案。